# 3550 Link
3550 Link eller 1981 YS är en asteroid i huvudbältet som upptäcktes den 20 december 1981 av den tjeckiske astronomen Antonín Mrkos vid Kleť-observatoriet i Tjeckien. Den är uppkallad efter den tjeckiske astronomen František Link.
Asteroiden har en diameter på ungefär 26 kilometer.